# Maasim
Maasim est une localité de la province de Sarangani, aux Philippines. En 2015, elle compte 59 468 habitants.